# アリア
アリア（伊: Aria、 独: Arie〈アーリエ〉、仏: Air〈エール〉、英: Air〈エア〉）は、叙情的、旋律的な特徴の強い独唱曲で、オペラ、オラトリオ、カンタータなどの中に含まれるものを指す。また広義に、そのような独唱曲を想起させる曲を指す。
オペラやオラトリオの構成では、アリアの前に語りの内容が重視されあまり旋律的でないレチタティーヴォを置くことが多い。オペラなどでは、特に独唱者にとって聞かせどころとなる曲である。美しい旋律であったり、超絶技巧を見せるようなものであったりと、個性豊かな曲として独立したものとなっているため、アリア集の録音やガラコンサートが人気を博しているように、アリアのみを聴くこともオペラの多様な「楽しみ方」「聴き方」の一つとなっている。
日本では詠唱と訳されることもある。

## 用語
イタリア語の aria は、音楽の節・旋律を意味し、ほかに「空気」や「態度」の意味もある。歌曲だけでなく、バロック音楽の組曲の楽章の名にもアリアは使われ、旋律的・抒情的で、既存の舞曲のカテゴリに属さない曲をいう。
アリアの小規模のものをアリエッタ（イタリア語: arietta）と呼ぶ。
英語のair（エア）や、フランス語のair（エール）も同源の言葉だが、音楽用語としては使い分けられ、たとえば英語ではバロック以来のオペラなどのものは「aria」と呼び、組曲の楽章として使われるものやイギリスの伝統的な曲（ロンドンデリーの歌など）、およびフランスのもの（エール・ド・クールを参照）は「air」、16世紀末から17世紀はじめのジョン・ダウランドなどの有節歌曲形式によるリュート歌曲は「ayre」（airの古い綴り）と呼ぶ。
18世紀フランスの叙情悲劇では、混乱することにイタリア式のアリアを「ariette」と呼び、「air」はレチタティーヴォの中の旋律的な部分（アリオーソ）を指すのに使った。

## 歴史
音楽用語としてのアリアは14世紀に現れるが、時代がたつにつれて叙情的な歌曲を指すようになっていった。17世紀の初期バロック音楽では、オペラなどの一部として使われるか、あるいは単独のアリア集として出版された。この時代のアリアは有節歌曲形式で、独唱者の歌う詩節の間を器楽によるリトルネッロによって結んでいた。代表的な作品にモンテヴェルディ『オルフェオ』（1607年）で音楽の女神が歌う序の部分があげられる。
17世紀後半になると叙事的なレチタティーヴォと抒情的なアリアがはっきり分離する傾向が生じた。後期バロックではダ・カーポ形式（A - B - A）を持つアリアが優勢になり、量産されるようになった。18世紀後半になるとグルックらがダ・カーポ・アリアを歌手の技巧をひけらかすだけで劇の進行を妨げるものと批判し、さまざまな新しい形式が模索された。オペラ・ブッファに由来する単純な二部形式のアリアや、ダ・カーポ・アリアの最初のAを属調で終えてダ・カーポをソナタ形式のように再現させる方式、あるいはカヴァティーナなどが発達した。
歌手の技巧を見せるために、ダ・カーポした後により速い別な旋律を加えたり（『フィガロの結婚』より「楽しい思い出はどこへ」〈Dove sono〉）、さらに速いストレッタと呼ぶ部分を加えるなどの工夫がなされた。ここから発達したのが遅いカンタービレと速いカバレッタの2曲からなる形式で、19世紀のイタリアでロッシーニらが用いたアリアではこの形式が他の形式を圧倒した。
カンタービレ＝カバレッタ形式はさらに発達してシェーナ（レチタティーヴォ的な内容）、カンタービレ（通常ゆっくりした抒情的な内容）、テンポ・ディ・メッゾ（気分の転換）、カバレッタ（通常は速く、合唱をはさんで繰り返される激しい内容）が順に歌われるようになった。たとえばヴェルディ『椿姫』のヴィオレッタのアリア「そは彼の人か（カンタービレ）……花から花へ（カバレッタ）」が代表的な例である。一方フランスのマイアベーアらによるグランド・オペラではアリアは少なくなっていった。ワーグナーの作品では、独立した歌曲であるアリアは重要性を失っていき、この傾向はドイツ以外にも広まった。
ヴェルディの後期の作品では「番号オペラ」から脱却して、よりドラマの内容を現実的に表現するようになっていった。カバレッタが除かれてふたたび一曲のみになるか、あるいは、『アイーダ』の「勝ちて帰れ」のように人物の気分を反映して曲が次々に変化するようになった。ヴェリズモ・オペラやプッチーニの作品では（ワーグナーほどではないが）アリアは特定の形式を持たなくなり、周辺の音楽からの独立性を失った。
20世紀のオペラでは登場人物が実際に歌うシーンや、ストラヴィンスキーやヒンデミットのような新古典主義音楽にのみアリアが現れる。

## 有名なオペラ・アリア
- ヘンデル: オンブラ・マイ・フ（『セルセ』）
- モーツァルト: 私は鳥刺し、 復讐の炎は地獄のように我が心に燃え（夜の女王のアリア）（『魔笛』）
- モーツァルト: もう飛ぶまいぞこの蝶々、恋とはどんなものか（『フィガロの結婚』）
- ビゼー: ハバネラ、闘牛士の歌（『カルメン』）
- ヴェルディ: ああ、そはかの人か（『椿姫』）
- プッチーニ: 私の名はミミ（『ボエーム』）
- プッチーニ: ある晴れた日に (アリア)（イタリア語版、英語版）（『蝶々夫人』）
- プッチーニ: 誰も寝てはならぬ（『トゥーランドット』）
- プッチーニ: 私のお父さん（『ジャンニ・スキッキ』）

## アリアと題された器楽作品
- J.S.バッハ
  - 管弦楽組曲第3番第2曲（編曲作品の『G線上のアリア』で有名）。原題はフランス語の"Air"（エール）である。
  - ゴルトベルク変奏曲の冒頭と最終部
  - フランス組曲 第2番 ハ短調 BWV813 第4曲 “Air”
  - フランス組曲 第4番 変ホ長調 BWV815 第5曲 “Air”
  - パルティータ 第4番 ニ長調 BWV828 第4曲 “Air”
  - パルティータ 第6番 ホ短調 BWV830 第4曲 “Air”
- ヘンデル - 水上の音楽 第1組曲 ヘ長調 HWV348 第5曲 “Air”
- グリーグ - ホルベアの時代から 第4曲
- ストラヴィンスキー - ヴァイオリン協奏曲 第2楽章